# Elecciones provinciales de Córdoba de 1963
Las elecciones generales de la provincia de Córdoba de 1963 tuvieron lugar el 7 de julio de 1963, al mismo tiempo que las elecciones presidenciales y legislativas a nivel nacional. Su objetivo era restaurar las instituciones constitucionales después de la intervención federal de 1960 y del fracaso electoral de 1962. Se realizó en el marco de la proscripción del peronismo, por lo que estos se expresaron mediante el voto en blanco.
Arturo Umberto Illia, ganador de las anteriores elecciones, no se presentó en esta ocasión debido a que fue elegido para ser candidato a la Presidencia de la Nación, donde ganó por un margen diminuto con el voto en blanco en segundo lugar. Su antiguo compañero de fórmula, Justo Páez Molina, lo suplió en la candidatura y ganó la gobernación de Córdoba con el 61,24% de los votos, mientras que el 30,31% del electorado votó en blanco. Molina se impuso en todos los departamentos.

## Secciones electorales del Senado
| Sección | Departamentos                                     | Senadores | Mapa |
| ------- | ------------------------------------------------- | --------- | --- |
| 1.ª     | - Capital                                         | 3         | 1.ª Sección 2.ª Sección 3.ª Sección 4.ª Sección 5.ª Sección 6.ª Sección 7.ª Sección 8.ª Sección 9.ª Sección 10.ª Sección 11.ª Sección |
| 2.ª     | - San Justo                                       | 3         | 1.ª Sección 2.ª Sección 3.ª Sección 4.ª Sección 5.ª Sección 6.ª Sección 7.ª Sección 8.ª Sección 9.ª Sección 10.ª Sección 11.ª Sección |
| 3.ª     | - Río Cuarto                                      | 3         | 1.ª Sección 2.ª Sección 3.ª Sección 4.ª Sección 5.ª Sección 6.ª Sección 7.ª Sección 8.ª Sección 9.ª Sección 10.ª Sección 11.ª Sección |
| 4.ª     | - Río Primero - Río Segundo                       | 3         | 1.ª Sección 2.ª Sección 3.ª Sección 4.ª Sección 5.ª Sección 6.ª Sección 7.ª Sección 8.ª Sección 9.ª Sección 10.ª Sección 11.ª Sección |
| 5.ª     | - Tercero Arriba - General San Martín             | 4         | 1.ª Sección 2.ª Sección 3.ª Sección 4.ª Sección 5.ª Sección 6.ª Sección 7.ª Sección 8.ª Sección 9.ª Sección 10.ª Sección 11.ª Sección |
| 6.ª     | - Unión - Marcos Juárez                           | 4         | 1.ª Sección 2.ª Sección 3.ª Sección 4.ª Sección 5.ª Sección 6.ª Sección 7.ª Sección 8.ª Sección 9.ª Sección 10.ª Sección 11.ª Sección |
| 7.ª     | - Calamuchita - Santa María - Punilla             | 3         | 1.ª Sección 2.ª Sección 3.ª Sección 4.ª Sección 5.ª Sección 6.ª Sección 7.ª Sección 8.ª Sección 9.ª Sección 10.ª Sección 11.ª Sección |
| 8.ª     | - San Javier - San Alberto - Pocho - Minas        | 4         | 1.ª Sección 2.ª Sección 3.ª Sección 4.ª Sección 5.ª Sección 6.ª Sección 7.ª Sección 8.ª Sección 9.ª Sección 10.ª Sección 11.ª Sección |
| 9.ª     | - Cruz del Eje - Ischilín - Totoral - Colón       | 4         | 1.ª Sección 2.ª Sección 3.ª Sección 4.ª Sección 5.ª Sección 6.ª Sección 7.ª Sección 8.ª Sección 9.ª Sección 10.ª Sección 11.ª Sección |
| 10.ª    | - Sobremonte - Río Seco - Tulumba                 | 3         | 1.ª Sección 2.ª Sección 3.ª Sección 4.ª Sección 5.ª Sección 6.ª Sección 7.ª Sección 8.ª Sección 9.ª Sección 10.ª Sección 11.ª Sección |
| 11.ª    | - Roque Sáenz Peña - General Roca - Juárez Celman | 3         | 1.ª Sección 2.ª Sección 3.ª Sección 4.ª Sección 5.ª Sección 6.ª Sección 7.ª Sección 8.ª Sección 9.ª Sección 10.ª Sección 11.ª Sección |

## Resultados

### Gobernador y vicegobernador
| Fórmula               | Fórmula               | Partido               | Partido                            | Votos     | %     | Electores |
| Gobernador            | Vicegobernador        | Partido               | Partido                            | Votos     | %     | Electores |
| --------------------- | --------------------- | --------------------- | ---------------------------------- | --------- | ----- | --------- |
| Justo Páez Molina     | Hugo Leonelli         |                       | Unión Cívica Radical del Pueblo    | 388.138   | 61,24 | 48/73     |
| Arturo Uanini         | Octavio Capdevila     |                       | Partido Demócrata de Córdoba       | 72.671    | 11,47 | 8/73      |
| Hugo Vaca Narvaja     |                       |                       | Unión Cívica Radical Intransigente | 60.848    | 9,60  | 7/73      |
| Héctor Sandler        |                       |                       | Unión del Pueblo Argentino         | 52.447    | 8,28  | 6/73      |
|                       |                       |                       | Partido Demócrata Cristiano        | 34.834    | 5,50  | 4/73      |
|                       |                       |                       | Partido Demócrata Progresista      | 24.847    | 3,92  |           |
| Votos positivos       | Votos positivos       | Votos positivos       | Votos positivos                    | 633.785   | 69,69 |           |
| Votos en blanco       | Votos en blanco       | Votos en blanco       | Votos en blanco                    | 275.646   | 30,31 |           |
| Participación         | Participación         | Participación         | Participación                      | 909.431   | 100   |           |
| Electores registrados | Electores registrados | Electores registrados | Electores registrados              | 1.083.512 | 83,93 |           |

### Cámara de Diputados
| Partido               | Partido                            | Votos     | %     | Bancas |
| --------------------- | ---------------------------------- | --------- | ----- | ------ |
|                       | Unión Cívica Radical del Pueblo    | 387.057   | 61,11 | 24/36  |
|                       | Partido Demócrata de Córdoba       | 73.192    | 11,56 | 4/36   |
|                       | Unión Cívica Radical Intransigente | 61.176    | 9,66  | 3/36   |
|                       | Unión del Pueblo Argentino         | 52.286    | 8,26  | 3/36   |
|                       | Partido Demócrata Cristiano        | 34.824    | 5,50  | 2/36   |
|                       | Partido Demócrata Progresista      | 24.803    | 3,92  |        |
| Votos positivos       | Votos positivos                    | 633.338   | 69,64 |        |
| Votos en blanco       | Votos en blanco                    | 276.093   | 30,36 |        |
| Participación         | Participación                      | 909.431   | 100   |        |
| Electores registrados | Electores registrados              | 1.083.512 | 83,93 |        |

### Cámara de Senadores
| Partido | Partido                            | Bancas |
| ------- | ---------------------------------- | ------ |
|         | Unión Cívica Radical del Pueblo    | 36/37  |
|         | Unión Cívica Radical Intransigente | 1/37   |